# U-456 (tàu ngầm Đức)
U-456 là một tàu ngầm tấn công  Lớp Type VII thuộc phân lớp Type VIIC được Hải quân Đức Quốc Xã chế tạo trong Chiến tranh Thế giới thứ hai. Nhập biên chế năm 1941, nó đã thực hiện được mười một chuyến tuần tra, đánh chìm được sáu tàu buôn với tổng tải trọng 31.528 GRT, đồng thời gây hư hại cho một tàu buôn tải trọng 6.421 GRT và một tàu chiến 11.500 tấn. Trong chuyến tuần tra cuối cùng, U-456 bị hư hại nặng bởi ngư lôi thả từ một máy bay ném bom B-24 Liberator, trước khi bị tàu khu trục HMS Opportune của Không quân Hoàng gia Anh đánh chìm giữa Đại Tây Dương vào ngày 12 tháng 5, 1943.

## Thiết kế và chế tạo

### Thiết kế

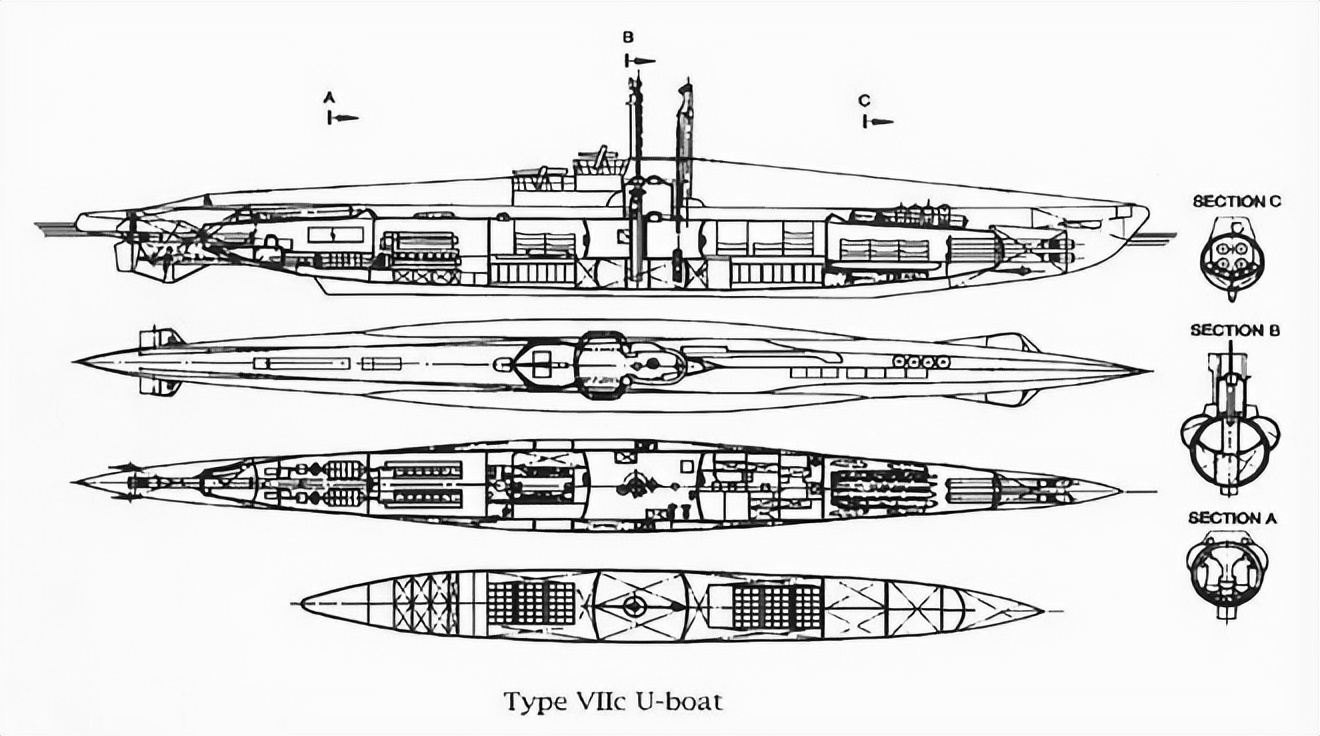
Sơ đồ các mặt cắt một tàu ngầm Type VIIC

Phân lớp VIIC của Tàu ngầm Type VII là một phiên bản VIIB được kéo dài thêm. Chúng có trọng lượng choán nước 769 t (757 tấn Anh) khi nổi và 871 t (857 tấn Anh) khi lặn). Con tàu có chiều dài chung 67,10 m (220 ft 2 in), lớp vỏ trong chịu áp lực dài 50,50 m (165 ft 8 in), mạn tàu rộng 6,20 m (20 ft 4 in), chiều cao 9,60 m (31 ft 6 in) và mớn nước 4,74 m (15 ft 7 in).
Chúng trang bị hai động cơ diesel Germaniawerft F46 siêu tăng áp 6-xy lanh 4 thì, tổng công suất 2.800–3.200 PS (2.100–2.400 kW; 2.800–3.200 bhp), dẫn động hai trục chân vịt đường kính 1,23 m (4,0 ft), cho phép đạt tốc độ tối đa 17,7 kn (32,8 km/h), và tầm hoạt động tối đa 8.500 nmi (15.700 km) khi đi tốc độ đường trường 10 kn (19 km/h). Khi đi ngầm dưới nước, chúng sử dụng hai động cơ/máy phát điện Garbe, Lahmeyer & Co. RP 137/c  tổng công suất 750 PS (550 kW; 740 shp). Tốc độ tối đa khi lặn là 7,6 kn (14,1 km/h), và tầm hoạt động 80 nmi (150 km) ở tốc độ 4 kn (7,4 km/h). Con tàu có khả năng lặn sâu đến 230 m (750 ft).
Vũ khí trang bị có năm ống phóng ngư lôi 53,3 cm (21 in), bao gồm bốn ống trước mũi và một ống phía đuôi, và mang theo tổng cộng 14 quả ngư lôi, hoặc tối đa 22 quả thủy lôi TMA, hoặc 33 quả TMB. Tàu ngầm Type VIIC bố trí một hải pháo 8,8 cm SK C/35 cùng một pháo phòng không 2 cm (0,79 in) trên boong tàu. Thủy thủ đoàn bao gồm 4 sĩ quan và 40-56 thủy thủ.

### Chế tạo
U-456 được đặt hàng vào ngày 16 tháng 1, 1940, và được đặt lườn tại xưởng tàu của hãng Deutsche Werke AG ở Kiel vào ngày 3 tháng 9, 1940. Nó được hạ thủy vào ngày 21 tháng 6, 1941, và nhập biên chế cùng Hải quân Đức Quốc Xã vào ngày 18 tháng 9, 1941 dưới quyền chỉ huy của Hạm trưởng, Đại úy Hải quân Max-Martin Teichert, người được tặng thưởng Huân chương Chữ thập sắt Hiệp sĩ.

## Lịch sử hoạt động

### 1942
Sau khi hoàn tất việc huấn luyện trong thành phần Chi hạm đội U-boat 6, U-456 được điều sang Chi hạm đội U-boat 11 từ ngày 1 tháng 7, 1942 để hoạt động trên tuyến đầu.

#### Chuyến tuần tra thứ nhất
U-456 khởi hành từ cảng Kiel, Đức vào ngày 31 tháng 1, 1942 cho chuyến tuần tra đầu tiên trong chiến tranh. Nó tiến ra Bắc Hải, rồi hoạt động dọc theo bờ biển Na Uy cho đến tận vùng biển Barents. Nó kết thúc chuyến tuần tra tại cảng Kirkenes ở phía cực Bắc Na Uy vào ngày 15 tháng 2. Kirkenes trở thành căn cứ hoạt động chính của chiếc tàu ngầm trong suốt năm chuyến tuần tra tiếp theo.

#### Chuyến tuần tra thứ hai
U-456 dành ra chuyến tuần tra tiếp theo từ ngày 24 tháng 2 đến ngày 22 tháng 3 để hoạt động trong biển Barents, nhưng nó không đánh chìm được mục tiêu nào.

#### Chuyến tuần tra thứ ba
Từ Kirkenes, U-456 thực hiện chuyến tuần tra thứ ba từ ngày 29 tháng 3 đến ngày 2 tháng 4 để tiếp tục hoạt động trong biển Barents. Ngay ngày hôm sau 30 tháng 3, nó bất ngờ bị một máy bay Liên Xô tấn công với năm quả bom được ném xuống ở vị trí ngoài khơi đảo Kildin; chiếc tàu ngầm đã phải lặn khẩn cấp để né tránh. Cùng trong ngày hôm đó nó phóng ngư lôi tấn công hai tàu buôn vốn bị phân tán khỏi Đoàn tàu PQ-13 trong biển Barents, và một quả đã đánh trúng và gây hư hại cho chiếc tàu buôn Hoa Kỳ Effingham 6.421 GRT; Effingham sau đó bị tàu ngầm U-435 đánh chìm trong ngày hôm đó.

#### Chuyến tuần tra thứ tư
U-456 khởi hành từ Kirkenes vào ngày 7 tháng 4 cho chuyến tuần tra thứ tư, kéo dài cho đến ngày 20 tháng 4, để hoạt động trong biển Barents và trong biển Na Uy về phía Nam đảo Bear.

#### Chuyến tuần tra thứ năm
Trong chuyến tuần tra tiếp theo diễn ra từ ngày 29 tháng 4 đến ngày 4 tháng 5, U-456 tiếp tục hoạt động trong biển Barents. Tại đây vào xế trưa ngày 30 tháng 4, nó đã tấn công Đoàn tàu QP-11, và hai quả ngư lôi phóng ra đã trúng đích tàu tuần dương hạng nhẹ Anh HMS Edinburgh (11.500 tấn). Con tàu Anh, vốn đang vận chuyển vàng thỏi từ Liên Xô đến Anh, bị hư hại nặng và phải được các tàu khu trục kéo trở lại bán đảo Kola. Tại đây vào ngày 2 tháng 5, Edinburgh tiếp tục bị ba tàu khu trục Đức tấn công và trúng thêm một quả ngư lôi nữa, nên cuối cùng phải bị tàu khu trục Anh HMS Foresight đánh đắm.

#### Chuyến tuần tra thứ sáu
U-456 bắt đầu chuyến tuần tra ngắn thứ sáu từ Kirkenes vào ngày 7 tháng 5 và kết thúc tại cảng Bergen, Na Uy vào ngày 12 tháng 5.

#### Chuyến tuần tra thứ bảy
Chiếc tàu ngầm lại xuất phát từ Bergen vào ngày 25 tháng 6 cho chuyến tuần tra thứ bảy, và đã hoạt động dọc bờ biển Na Uy cho đến tận biển Barents. Tại đây vào ngày 5 tháng 7, nó phóng ngư lôi tấn công và đánh chìm chiếc tàu buôn Hoa Kỳ Honomu 6.977 GRT, vốn đã phân tán khỏi Đoàn tàu PQ-17 và đang hướng đến Murmansk, Liên Xô. Chiếc U-boat kết thúc chuyến tuần tra tại Neiden, Na Uy vào ngày 6 tháng 7.

#### Chuyến tuần tra thứ tám
Từ căn cứ Neiden, U-456 thực hiện chuyến tuần tra ngắn thứ tám kéo dài từ ngày 4 đến ngày 10 tháng 8, và đã hoạt động trong biển Barents ngoài khơi bán đảo Kola.

#### Chuyến tuần tra thứ chín
U-456 rời Neiden vào ngày 15 tháng 8 để thực hiện chuyến tuần tra thứ chín trong biển Barents. Vào ngày 15 tháng 8, tại khu vực quần đảo Novaya Zemlya, nó chiếm rồi phá hủy bằng chất nổ chiếc xuồng tuần tra Xô viết Chalka (80 tấn). Chiếc tàu ngầm quay trở về căn cứ Kirkenes vào ngày 27 tháng 9.
Đến cuối tháng 9, U-456 di chuyển từ Kirkenes đến cảng Trondheim, Na Uy, rồi sang đầu tháng 12 lại di chuyển từ Trondhelm đến cảng Bergen. Nó được điều sang Chi hạm đội U-boat 1 từ ngày 1 tháng 12.

### 1943

#### Chuyến tuần tra thứ mười
U-456 xuất phát từ cảng Bergen, Na Uy vào ngày 14 tháng 1, 1943 cho chuyến tuần tra thứ mười. Nó đã băng qua khe GI-UK giữa Iceland và quần đảo Faroe để vòng qua quần đảo Anh, rồi hoạt động tại vùng biển Bắc Đại Tây Dương về phía Tây Ireland (khu vực Tiếp cận phía Tây). Tại đây vào ngày 
2 tháng 2, nó phóng ngư lôi tấn công Đoàn tàu HX-224 và đã đánh chìm chiếc tàu buôn Hoa Kỳ Jeremiah Van Rensselaer 7.177 GRT. Sang ngày hôm sau 3 tháng 2, nó tiếp tục đánh chìm tàu chở dầu Anh Inverilen 9.456 GRT cùng thuộc Đoàn tàu HX-224. Rồi đến ngày 23 tháng 2, chiếc U-boat tiếp tục tấn công và đánh chìm chiếc tàu buôn Ireland (trung lập) Kyleclare 700 GRT. U-456 kết thúc chuyến tuần tra tại cảng Brest bên bờ Đại Tây Dương của Pháp đã bị Đức chiếm đóng, đến nơi vào ngày 26 tháng 2.

#### Chuyến tuần tra thứ mười một – Bị mất
U-456 xuất phát từ cảng Brest vào ngày 24 tháng 4 cho chuyến tuần tra thứ mười một, cũng là chuyến cuối cùng, để hoạt động tại khu vực giữa Đại Tây Dương. Lúc sáng sớm ngày 11 tháng 5, ở vị trí về phía Bắc quần đảo Azores, trong lúc chiếc tàu ngầm đang di chuyển trên mặt nước và theo dõi Đoàn tàu HX-237, nó bị một máy bay ném bom B-24 Liberator thuộc Liên đội 86 Không quân Hoàng gia Anh phát hiện. Một quả ngư lôi FIDO Mark 24 dò âm được chiếc B-24 thả xuống đã đánh trúng và gây hư hại nặng cho U-456 đến mức nó không thể lặn. Chiếc B-24 phải quay trở về căn cứ do đã cạn nhiên liệu, nên không thể tiếp tục tấn công, nhưng sang ngày hôm sau tàu khu trục HMS Opportune xuất hiện và tiếp tục tấn công bằng mìn sâu. U-456 tìm cách lặn xuống ẩn nấp, nhưng nó đắm hầu như ngay lập tức tại tọa độ 46°39′B 26°54′T / 46,65°B 26,9°T. Toàn bộ 49 thành viên thủy thủ đoàn của U-456 đều đã tử trận.
Một số nguồn trước đây cho rằng U-456 bị đánh chìm vào ngày 13 tháng 5, 1943 tại tọa độ 48°37′B 22°39′T / 48,617°B 22,65°T bởi mìn sâu thả từ tàu corvette HMCS Drumheller Canada và tàu frigate Anh HMS Lagan phối hợp với một thủy phi cơ Short Sunderland Canada. Cuộc tấn công này thực ra đã đánh chìm tàu ngầm U-753.

### "Bầy sói" tham gia
U-456 từng tham gia mười bầy sói:
- Umbau (4–15 tháng 2, 1942)
- Umhang (10–16 tháng 3, 1942)
- Eiswolf (29–31 tháng 3, 1942)
- Robbenschlag (7–14 tháng 4, 1942)
- Blutrausch (15–19 tháng 4, 1942)
- Strauchritter (29 tháng 4 – 3 tháng 5, 1942)
- Eisteufel (27 tháng 6 – 5 tháng 7, 1942)
- Boreas (27–30 tháng 11, 1942)
- Landsknecht (19–28 tháng 1, 1943)
- Drossel (29 tháng 4 – 12 tháng 5, 1943)

### Tóm tắt chiến công
U-456 đã đánh chìm được sáu tàu buôn với tổng tải trọng 31.528 GRT, đồng thời gây hư hại cho một tàu buôn tải trọng 6.421 GRT và một tàu chiến 11.500 tấn:
| Ngày             | Tên tàu                 | Quốc tịch              | Tải trọng | Số phận      |
| ---------------- | ----------------------- | ---------------------- | --------- | ------------ |
| 30 tháng 3, 1942 | Effingham               | United States          | 6.421     | Bị hư hại    |
| 30 tháng 4, 1942 | HMS Edinburgh           | Hải quân Hoàng gia Anh | 11.500    | Bị hư hại    |
| 5 tháng 7, 1942  | Honomu                  | United States          | 6.977     | Bị đánh chìm |
| 22 tháng 8, 1942 | Chalka                  | Soviet Union           | 80        | Bị đánh chìm |
| 2 tháng 2, 1943  | Jeremiah Van Rensselaer | United States          | 7.177     | Bị đánh chìm |
| 3 tháng 2, 1943  | Inverilen               | United Kingdom         | 9.456     | Bị đánh chìm |
| 23 tháng 2, 1943 | Kyleclare               | Ireland                | 700       | Bị đánh chìm |
| 12 tháng 5, 1943 | Fort Concord            | United Kingdom         | 7.138     | Bị đánh chìm |